# Leo von Massenbach

Leo von Massenbach

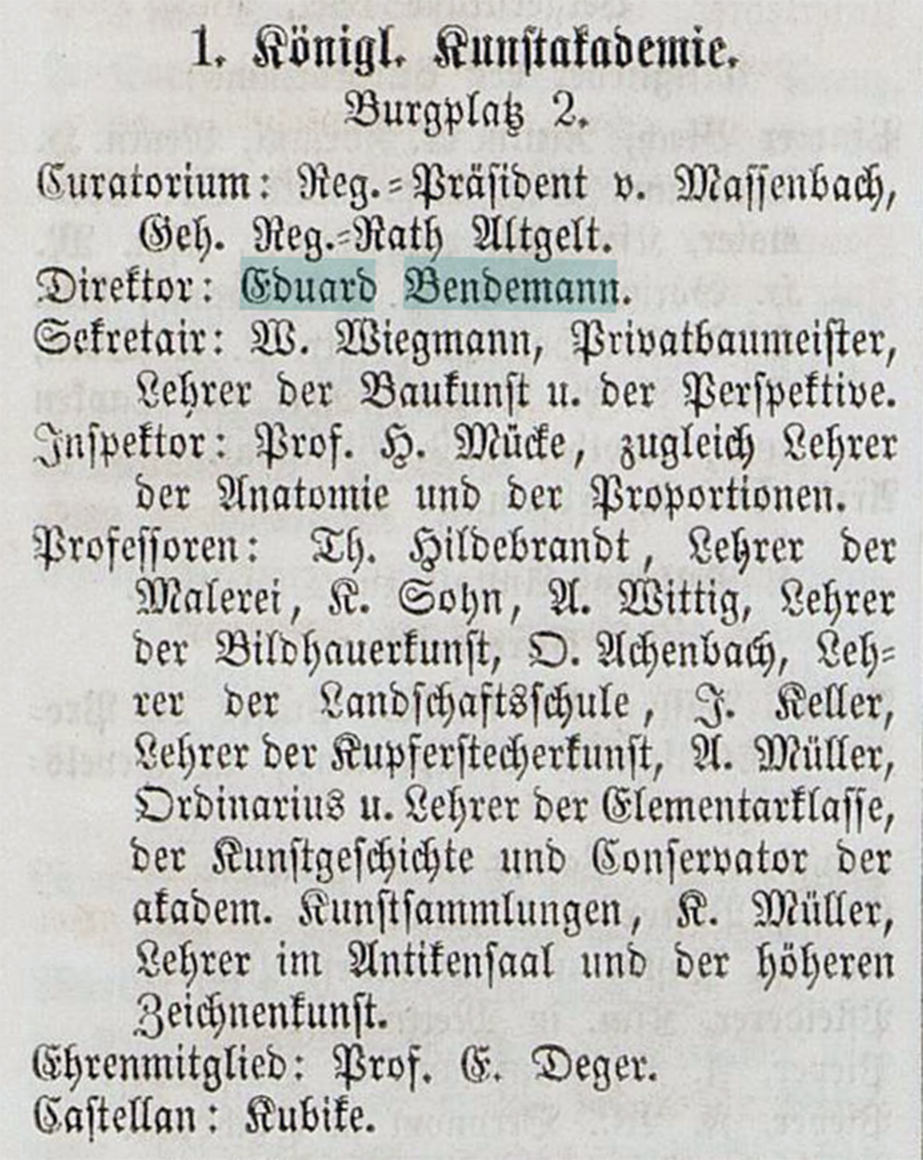
Königliche Kunstakademie Düsseldorf, Kuratorium: Regierungspräsident Leo von Massenbach und Geheimer Regierungsrat Hermann Altgelt (1863)

Karl Friedrich Leo Freiherr von Massenbach (* 28. Juli 1797 in Insterburg; † 12. November 1880 in Düsseldorf) war ein Jurist und königlich preußischer Staatsbeamter.

## Herkunft
Massenbach entstammt der norddeutschen Linie des ursprünglich aus Schwaben stammenden Adelsgeschlechts der Massenbach. Seine Eltern waren der preußische Generalmajor Karl von Massenbach (1752–1821) und dessen Ehefrau Charlotte, geborene de Genée (1758–1851).

## Leben
Er absolvierte die Elementarschule in Ostpreußen, besuchte das Werdersche Gymnasium und studierte anschließend Rechtswissenschaften in Berlin. Während der Befreiungskriege diente Massenbach 1815 als Freiwilliger im Garde-Jäger-Bataillon und nahm am Einzug in Paris teil. Danach trat er in den preußischen Staatsdienst ein. Zunächst schlug er die Justizlaufbahn ein und wurde 1825 Kammergerichtsassessor in Berlin. Seit 1828 arbeitete er als Assessor am Hofgericht in Arnsberg.
Später wechselte er in den Verwaltungsdienst. Massenbach war 1830 Regierungsrat in Arnsberg und dann in Düsseldorf. Im Jahr 1834 wurde er zum Oberregierungsrat in Koblenz ernannt. Dieselbe Position hatte er ab 1837 in Düsseldorf inne. Von 1842 bis 1850 war er Regierungsvizepräsident in Koblenz und von 1850 bis 1866 Regierungspräsident in Düsseldorf. Anlässlich seines Ausscheidens aus dem Amt wurde er 1866 zum Ehrenbürger der Stadt Düsseldorf ernannt.

## Familie
Massenbach heiratete Karoline Stettler (1809–1877), eine Tochter des Oberlandesgerichtspräsidenten Stettler. Das Paar hatte mehrere Kinder:
- Mathilde (* 1834) ⚭ N.N. von Goßlar († 1860), preußischer Rittmeister
- Karl (* 1836), preußischer Major ⚭ Olga von Reimann
- Dorothea (* 1845)